# Parque Nacional de Rondane
O Parque Nacional de Rondane (norueguês: Rondane nasjonalpark) é o mais antigo parque nacional da Noruega, estabelecido no dia 21 de Dezembro de 1962. O parque contém um grande número de picos acima de 2000 metros (6560 pés), sendo o mais alto o pico Rondslottet, em uma altitude de 2178 metros (7146 pés). O parque é um habitat importante de rebanhos de rena selvagem.
O parque foi estendido em 2003, e agora cobre uma área de 963 km² (372 mi²) nas comarcas Oppland e Hedmark. Rondane reclamou somente ao leste de Gudbrandsdal e duas outras áreas de montanha, Dovre e Jotunheimen são próximas.

## Geografia
Rondane é uma alta área de montanhas típicas, com grandes planaltos e um total de dez picos acima de 2000 metros (6560 pés). O ponto mais alto é o pico Rondslottet ("o Castelo Rondane") em uma altitude de 2178 metros (7146 pés). O ponto mais baixo é de aproximadamente 1000 para 1100 metros (aproximadamente 3300 para 3600 pés) acima do nível do mar. O clima é brando mas relativamente árido. À parte das árvores de White Birch das áreas mais baixas, o solo e as rochas são cobertos por urze e líquen, desde que eles necessitam de nutrimentos. As maiores montanhas são quase inteiramente estéreis; acima de 1500 metros (5000 pés) apenas os líquens crescem nas pedras nuas.
As montanhas são divididas por vales marcados pela paisagem; o vale mais profundo é enchido pelo Rondvatnet, um lago estreito que preenche o espaço íngreme entre a grande parte de Storronden-Rondslottet e Smiubelgen ("a Forja"). O maciço montanhoso central também é cortado por "botns": vales de pedras chatas, abaixo das paredes de montanhas íngremes. Geralmente, Rondane não recebe bastante precipitação para gerar geleiras persistentes, mas os acumulados de neve parecidos a uma geleira podem ser encontrados nos vales traseiros.
O centro do Parque é o lago Rondvatnet, do qual todos os picos além de 2000 metros (6560 pés) de altitude podem ser alcançados no passeio de menos de um dia. Nesta região central e ao norte dela, a altitude é bastante alta comparado com os planaltos mais chatos do sul. Os picos superiores são Rondslottet (2178 m; 7145 pés), Storronden (2138 m; 7014 pés) e Høgronden (2118 m; 6949 pés).
Em muitas partes do parque, permanecem geleiras da idade do gelo, e as pequenas colinas peculiares chamadas "eskers".
 Os picos de Rondane, visto do sul. O Storronden e o Rondslottet são os primeiros dois à direita. A parte esquerda do maciço montanhoso é Smiubelgen ("a Forja"). 

## Turismo

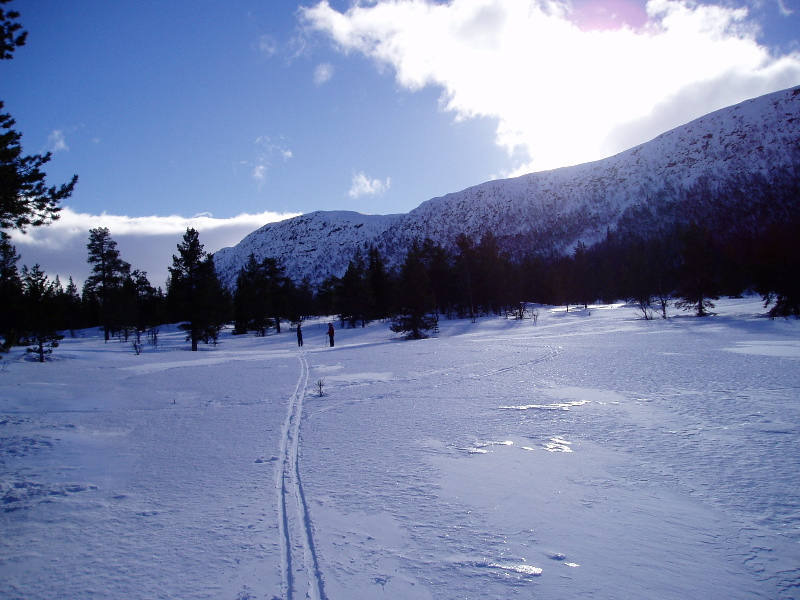
Esqui no inverno de Rondane

Os visitantes de Rondane têm a permissão de marchar e acampar em todas as áreas do parque. Algumas partes são fechadas ao tráfego de motores, não são muitas as regulações especiais. A pesca e a caça são permitidas a titulares de licença.
A Associação de Turismo de Montanha Norueguesa (Norwegian Mountain Touring Association) é uma associação que possui e dirige uma rede de cabanas de montanha no serviço de excursões. Em Rondane, há uma cabana central no sul do lago Rondvatnet, Rondvassbu. Há também o Dørålseter e Bjørnhollia nas divisas do norte e orientais do parque. As três cabanas são equipadas, e fornecem acomodação alimentar limitada (se possível, para reservar anteriormente). Há também as cabanas não tripuladas no Parque, como Eldåobu onde uma chave é necessária.
O DNT também marca trilhas no Parque, com Ts que são fáceis de serem percorridos. Os T-rastos mostram o caminho de cabana-a-cabana, bem como a marcação do caminho a alguns picos perto de Rondvatnet. Recentemente, algumas trilhas foram modificadas ligeiramente para evitar as áreas principais da rena selvagem.
As cabanas de serviço estão também abertas durante a estação de inverno, embora só sejam às vezes auto-reparadas da estação. As pistas de esqui são marcadas e às vezes preparadas, pelo DNT ou alguns hotéis perto do parque.